# Vinodol (tájegység)
A Vinodol (vagy Vinodoli-völgy) Horvátország földrajzi régiója Cirkvenica hátterében, Tengermellék-Hegyvidék megyében. 

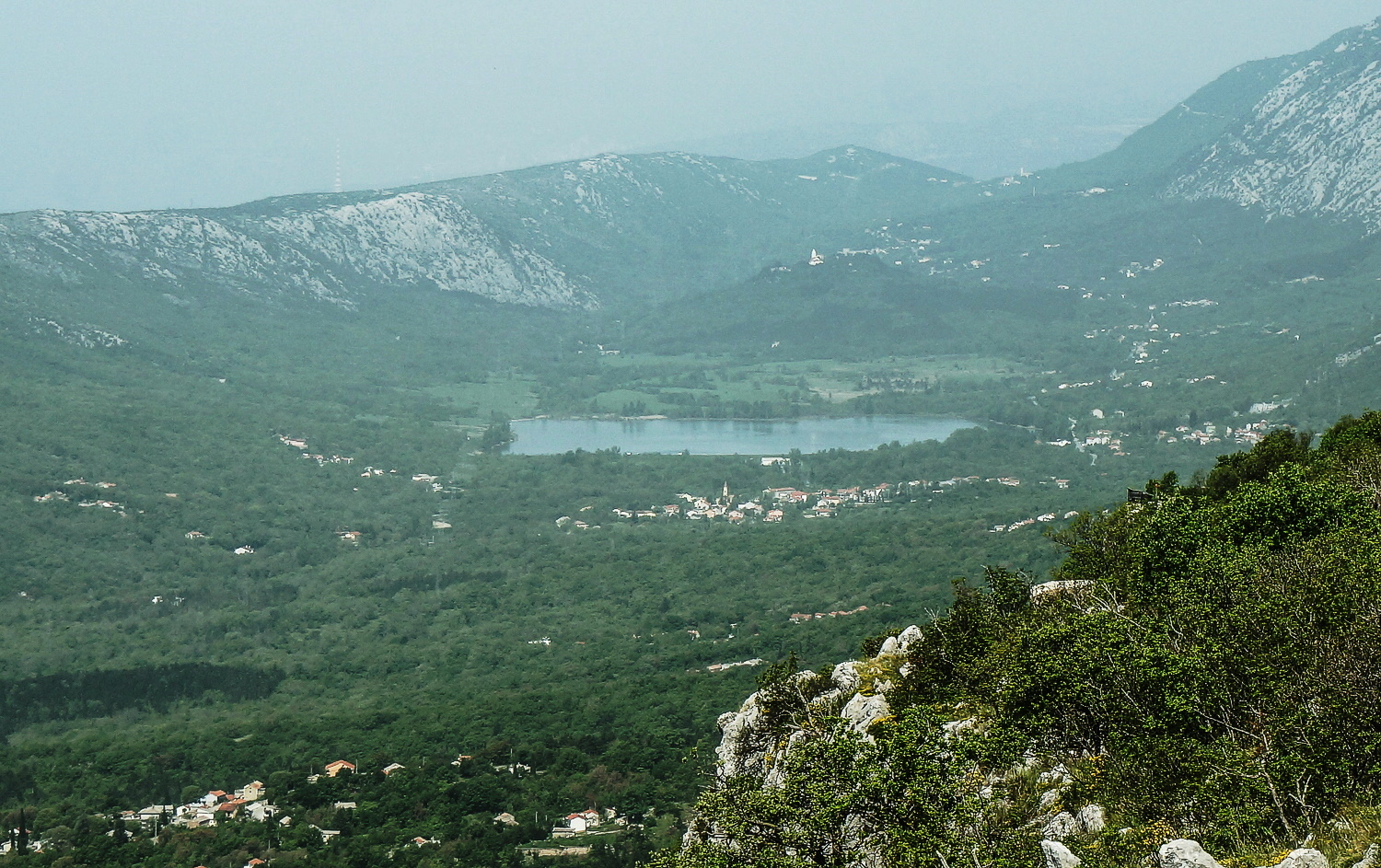
Vinodol látképe

## Fekvése
A Vinodol (vagy Vinodol-völgy) egy keskeny flisvölgy a horvát tengerparton. Az északnyugatra fekvő Kvarner-öböltől körülbelül 20 km hosszan a délkeleti Novi Vinodolskiig húzódik. A tengertől egy mészkőgerinc választja el. A völgy a tektonikai törésvonal mentén a terep süllyedésével jött létre. Északkeleti részén a völgy egy részén a Dubračina folyó, délkeleten pedig a Suha Ričina folyó folyik át. Tribalj közelében található egy vízerőmű, amely Dubračina és Lokvarka vizét használja. A völgyön az adriai főúttal párhuzamosan vezet át a Hreljin - Novi Vinodolski út. Vinodol a Križišćétől Novi Vinodolskiig terjedő településeket foglalja magában. Ma Drivenik, Tribalj, Grižane-Belgrade és Bribir városok alkotják a Vinodol községet, amelynek székhelye Bribir.

## Története
Vinodol területén az emberi élet nyomai az őskorig vezetnek vissza. Nagyobb bronzkori erődöket találtak Novi Vinodolski és Sveti Juraj felett a Veli Ospon, Selce és Bribir között, Selcében, Bribirben, Crikvenicában, Novi Vinodolski-ban, Povilében, a grižani és a havišćei erőd alatt és másutt pedig római leletek kerültek elő. Lopar késő ókori erődje különösen jelentős. Badanj várának régészeti kutatása megerősíti a folyamatos életet a késő ókortól a kora középkorig. A Križišće és Gorica-Stranče közelében fekvő Veli Dol régi horvát temetőit ugyancsak módszeresen vizsgálták.
A 11. század közepére az egész Vinodol a bizánci (Krk, Cres, Rab) és velencei birtokok közötti határvidék lett. A lakosság határőrszolgálatot látott el, melynek fejében öröklődő földbirtokot kapott. A Vinodolt a 12. században Dukljanin pap krónikájában, valamint az 1185-ös spatatói zsinat írásaiban említik először. A Horvát Királyság a területet egészen Grobnikig elfoglalta, és a királyi birtok (territorium regale) része volt. Az Árpád-ház horvát trónra kerülése után (1102) a magyar király birtoka volt. 1260-ban II. András horvát-magyar király Frangepán Guido vegliai grófnak adta (bár feltételezik, hogy már 1193-ban Modrus megye részeként a vegliai grófokhoz tartozott). A Frangepánok kérésére és a pápa 1248-as és 1252-es engedélye után az egész Vinodol területén elterjedt a glagolita ábécé, melyet az egyházi liturgiában is használtak.
Vinodol birtokában a Frangepánok a 13. században felépítették Novigrádot (a mai Novi Vinodolski), amely itteni birtokaik igazgatási központjává vált. Azóta Vinodol kilenc községet foglal magában: Novigrad, Ledenice, Bribir, Grižane, Drivenik, Hreljin, Bakar, Grobnik és Trsat. Képviselőik 42 tagú bizottsága Frangepán Lénárd (1288) elnökletével, Novigradban összeállították a Vinodoli törvénykönyvet, az első horvát jogi szabályozási gyűjteményt. Novigradnak az 1321-es pusztító földrengés utáni gyors újjáépítése arról tanúskodik, hogy ennek a városnak, mint birtokaik központjának, milyen nagy jelentősége volt a Frangepán család számára. A család kezdeményezésére a 14. és 15. században épültek fel a crikvenicai és novigradi pálos kolostorok, a kraljevicai és belgrádi (Grižane-Belgrád) várak, valamint Sveti Jakov kikötője. 1428-ban Cirkvenica közelében, Dubračina alsó részén beindították az első horvát fűrészüzemeket. A korbávmezei csata (1493) után a nagyszámú menekült érkezése miatt Likából és más, az oszmánok által fenyegetett területekről a modrusi egyházmegye központja Novigradba költözött.
Vinodol az 1496-os pestisjárványban csaknem kihalt, majd 1522-ben az oszmánok fosztották ki Novigradot, és átmenetileg elfoglalták Ledenica várát, amely egyben az Oszmán Birodalom legnyugatibb hódítása volt. A 15. és 16. század fordulóján Vinodol területét felosztották a különféle földbirtokosok között, és csak Frangepán Bernardin gróf egyesítette újra a 16. században. Halála után birtokait Ferdinánd király pártfogásával kiskorú unokái István és Katalin örökölték, de amikor 1534-ben Frangepán István átvette örökségét a birtokot rossz állapotban találta. 1572-ben birtokainak egy részét végrendeletileg a Zrínyiekre hagyta, így Vinodolt 1577-től egy északi (Bakar központú) és egy déli (Bribir központú) részre osztották fel. 1580-ban a Frangepán család trsati ágának sikerült visszavennie Vinodol legdélebbi részét Novi városával a Zrínyiektől, akik kikötőin keresztül fát exportáltak és sót szállítottak szárazföldi hátországukba.
A Vinodol erőteljesebb gazdasági növekedésen ment át a Čikulin családból származó kormányzóinak és bakari kapitányoknak az igazgatása alatt, akik ösztönözték a kereskedelem fejlődését. Ekkor létesítették a bakari kikötőt, amely a Zrínyiek fő import-export kikötője lett. 1660-tól Zrínyiek, majd később a Frangepánok urbáriumot vezettek be Vinodol területére. A Zrínyi és Frangepán család összeomlása után (a Wesselényi-összeesküvés 1671-es leleplezése után) Vinodol a Habsburg koronához tartozott, 1754-től pedig trieszti székhellyel az osztrák tengerpart része lett. Az 1786-os felosztással a Fiume központtal létesített Magyar tengermellék része lett. A francia megszállás után Napóleon Illír tartományához csatolták (1809–13), majd 1822-ig Illyria része maradt Habsburg igazgatás alatt. Ezután a Fiumei kormányzóság alá tartozott, míg 1848-ban Horvátországhoz nem csatolták.

## Fordítás
Ez a szócikk részben vagy egészben  a   Vinodol című horvát Wikipédia-szócikk ezen változatának fordításán alapul.  Az eredeti cikk szerkesztőit annak laptörténete sorolja fel. Ez a jelzés csupán a megfogalmazás eredetét és a szerzői jogokat jelzi, nem szolgál a cikkben szereplő információk forrásmegjelöléseként.